# Euphyia liara
Euphyia liara là một loài bướm đêm trong họ Geometridae.